# Hermon Lagman
O advogado Hermon Lagman (12 de fevereiro de 1945 - desaparecido em 11 de maio de 1977) foi um advogado trabalhista filipino mais conhecido por seu papel na resistência do setor trabalhista filipino contra a ditadura de Marcos, o que resultou em seu desaparecimento forçado em 1977. Em 1992, ele estava entre o primeiro grupo de 65 mártires da era da Lei Marcial a serem homenageados tendo seus nomes gravados no Muro da Memória no memorial Bantayog ng mga Bayani das Filipinas.

## Educação
Lagman cursou um diploma de graduação e depois estudou direito na Universidade das Filipinas Diliman, onde foi editor sênior do Philippine Collegian e mais tarde se tornou editor-chefe do Law Register, o jornal oficial dos estudantes de direito da Universidade das Filipinas.

## Carreira
Após ser aprovado no exame da ordem das Filipinas em 1971, Lagman imediatamente se envolveu com o direito trabalhista, oferecendo seus serviços voluntariamente à Sociedade de Assistência Legal dos Cidadãos nas Filipinas e, eventualmente, tornando-se um membro fundador do Grupo de Assistência Legal Gratuita.
Quando Ferdinand Marcos declarou Lei Marcial em 1972, Lagman estava entre os primeiros a serem presos, e permaneceu como detento político por dois meses. Ele seria brevemente preso novamente em 1976.
Como advogado, Lagman é mais lembrado por ser o conselheiro jurídico de muitos dos sindicatos que lideraram a greve da destilaria La Tondeña em 1975, que foi um dos primeiros grandes atos abertos de resistência contra a ditadura de Marcos e um ponto de virada importante para o período.

## Desaparecimento
Lagman estava acompanhado de seu associado Victor Reyes enquanto viajava de Quezon City para uma reunião em Pasay City em 11 de maio de 1977, quando desapareceram. Esforços para encontrar os dois nos vários centros de detenção e campos militares de Marcos não produziram resultados, mas a mãe de Lagman recebeu uma ligação anônima informando que os dois haviam sido sequestrados. Depois disso, não houve mais notícias sobre o paradeiro dos corpos de Lagman ou Reyes. Os dois estão entre as 640 pessoas que permanecem desaparecidas após terem desaparecido durante o regime de Marcos.

## Família
Os pais de Lagman, Pedro Eduardo Lagman Jr. (14 de fevereiro de 1919 – 9 de março de 2006) e Cecilia Castellar-Lagman (1 de fevereiro de 1920 – 13 de agosto de 2012), estão ambos sepultados no Parque Memorial Loyola. Ele era irmão de Filemon “Popoy” Lagman, fundador do Partido ng Manggagawa, da Brigada Alex Boncayao, e que foi assassinado em 2001. Outro irmão, Edcel Lagman, é um advogado filipino de direitos humanos que serviu como Líder da Minoria na Câmara dos Representantes das Filipinas de julho de 2010 a janeiro de 2012. Seu sobrinho, Edcel Greco Lagman, é o atual Governador de Albay.